# Pedaso
Pedaso est une commune italienne d'environ 2 830 habitants, située dans la province de Fermo, dans la région Marches, en Italie centrale.

## Géographie
Pedaso est une cité balnéaire située sur la côte Adriatique, à l'embouchure de la rivière Aso. 
Elle se situe à 16km de Fermo, la capitale provinciale et 70km d'Ancône, la capitale régionale.

## Administration
| Période                                  | Période      | Identité      | Étiquette     | Qualité |
| ---------------------------------------- | ------------ | ------------- | ------------- | ------- |
| 26 mai 2002                              | 6 mai 2012   | Guido Monaldi | Liste civique | Maire   |
| 7 mai 2012                               | 11 juin 2017 | Barbara Toce  | Liste civique | Maire   |
| 12 juin 2017                             | en cours     |               | Liste civique | Maire   |
| Les données manquantes sont à compléter. |              |               |               |         |

Résultats élections

### Communes limitrophes
Altidona, Campofilone